# Izabella Antonowicz-Szuszkiewicz
Izabella Antonowicz-Szuszkiewicz (ur. 16 marca 1942 w Wilnie) – polska kajakarka, trzykrotna olimpijka.
Startowała na Igrzyskach Olimpijskich w 1964 w Tokio w dwójkach (K-2) na 500 wraz z Danielą Pilecką zajmując 8. miejsce w finale. W Meksyku (1968) była 9. w tej konkurencji (partnerką była Jadwiga Doering), a w Monachium (1972) zajęła wraz z Ewą Grajkowską 6. miejsce.
Zdobyła srebrny medal podczas Mistrzostw Europy w 1965 w Snagov w konkurencji K-4 na 500 m (wraz z Jadwigą Doering, Stanisławą Szydłowską i Agnieszką Wyszyńską. Cztery razy była finalistką mistrzostw świata, a trzy razy mistrzostw Europy. Zdobyła dwadzieścia tytułów mistrza Polski.
Startowała w klubach Victoria Gdańsk, Motława Gdańsk i Wiskord Szczecin. Była żoną medalisty olimpijskiego w kajakarstwie Władysława Szuszkiewicza.